# Shoegazing
Unter der Bezeichnung Shoegazing (auch Shoegaze bzw. Shoegazer) werden Spielarten der Rockmusik zusammengefasst, die sich Mitte der 1980er Jahre in Großbritannien entwickelten und sich in den 1990er Jahren international etablierten. Shoegazing gilt dabei als einer der wesentlichen Vorläufer und Einflussfaktoren der späteren Britpop- und Art- bzw. Post-Rock-Welle.

## Stil

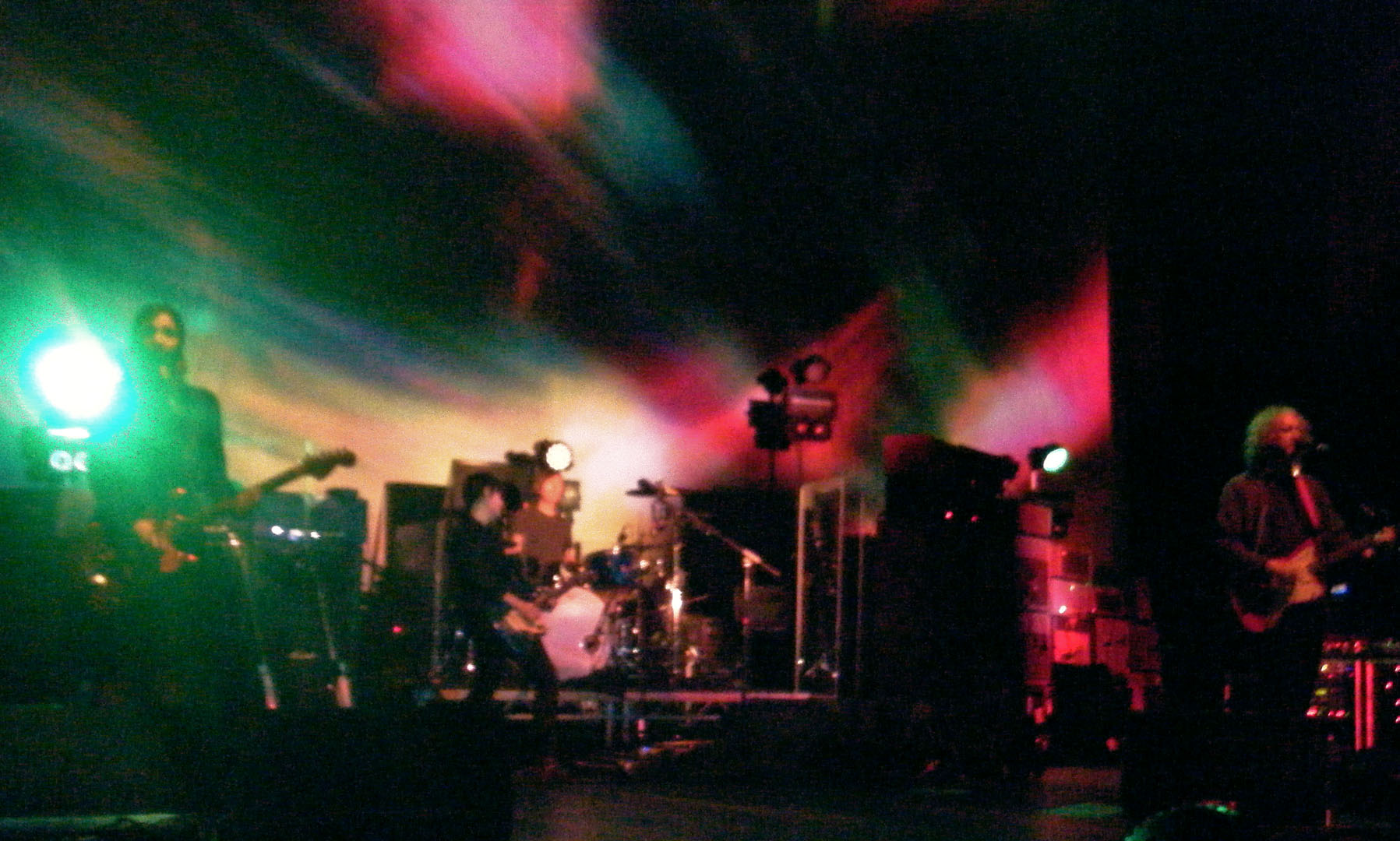
My Bloody Valentine live (2013)

Shoegazing als sehr schwelgerische Musik ist zumeist durch dichte, aber melodische, mehrstimmige Gitarrenwände gekennzeichnet, die mit Hilfe elektronischer Effektgeräte und Synthesizer erzeugt werden. Kompositionen dieser Art wechseln sich häufig mit ruhigeren Passagen ab, bei denen weniger auf Verzerrungen als auf Hall-, Flanger- und Feedback-Effekte zurückgegriffen wird.
Die Einflüsse sind vielseitig. So bezogen die Bands ihre Inspirationen aus den unterschiedlichsten Musikrichtungen, wie dem Rock der 1960er Jahre (The Doors, The Velvet Underground), Post-Punk (Joy Division), Gothic (Siouxsie and the Banshees, The Cure), Ethereal (Cocteau Twins, Dead Can Dance), Noise-Rock (Sonic Youth) und Ambient (Brian Eno). Ein Merkmal, das jedoch alle Bands miteinander teilen, ist ein deutlich psychedelisch geprägtes Grundmuster, auf dem die meisten Kompositionen beruhen. Shoegazing ist demzufolge ein Phänomen, das im Zuge der Neo-Psychedelia der 1980er Jahre entstanden ist.
Allgemein werden zwei Strömungen unter der Genre-Bezeichnung Shoegazing vereint. Zum einen die dezentere, melancholisch-sphärische, in den USA als Dream Pop bezeichnete Spielart, die vor allem durch Bands wie Cocteau Twins, Lush und Slowdive repräsentiert wurde und vorrangig in der Ethereal-Ära der frühen 1980er wurzelt. Auf der anderen Seite steht der stark psychedelisch und noise-rock-orientierte Gitarren-Sound, der auch unter der Bezeichnung Noise Pop geführt wird, repräsentiert durch Gruppen wie Ride, den frühen Boo Radleys oder My Bloody Valentine. Letztere vollzogen mit ihrem Album Loveless von 1991 die Synthese beider Richtungen, die als einer der Höhepunkte der Shoegazing-Ära gilt.
Exemplarisch finden sich in einem Lied wie Seagull von Ride etliche Stilelemente des Psychedelic Rock wieder: der polyphone Gesang, die an 60s-Beat orientierte Basslinie, die melancholische Gesamtstimmung des Stücks sowie seine Länge (vgl. Rain von den Beatles oder Eight Miles High von den Byrds).

## Geschichte

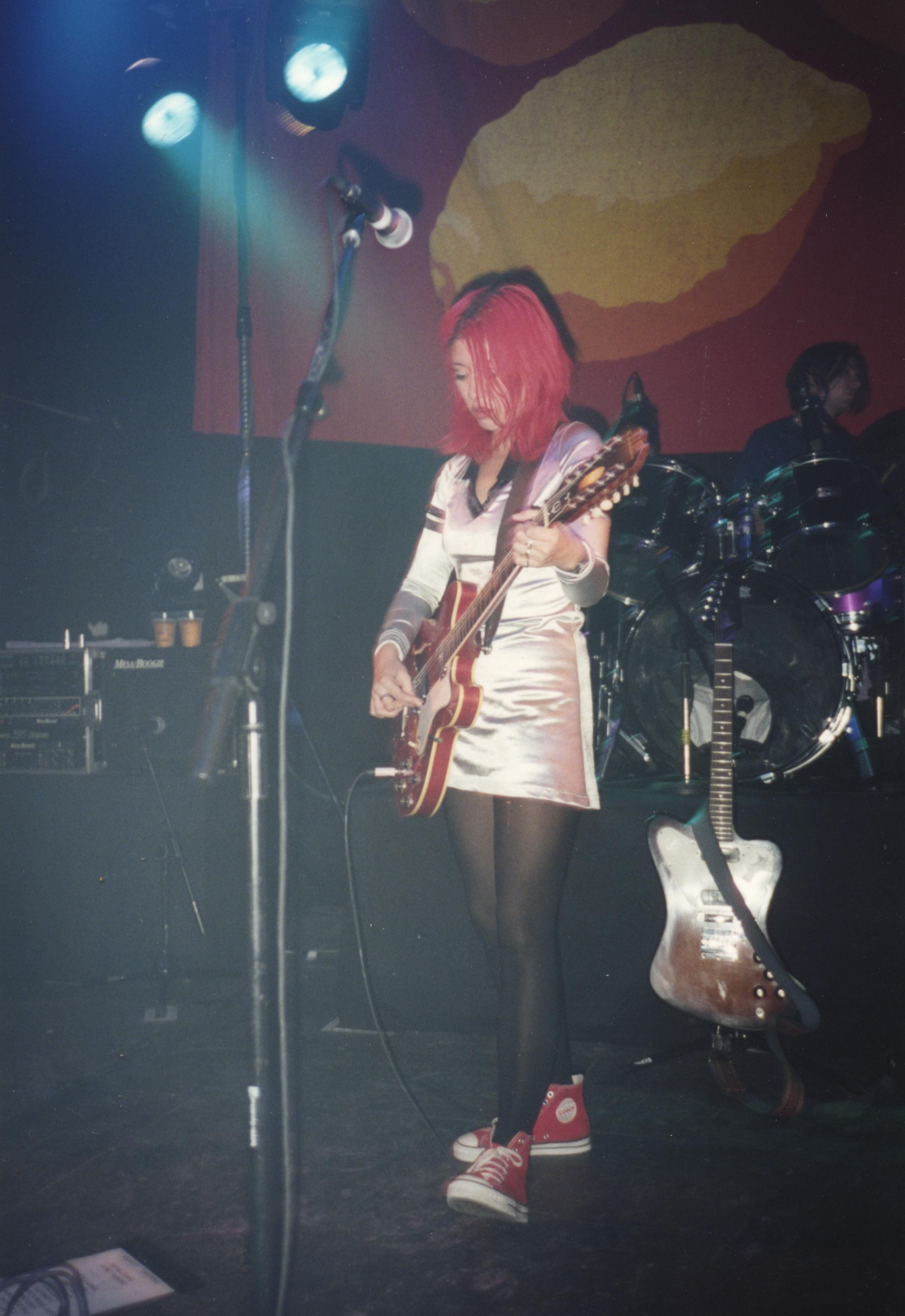
Miki Berenyi von Lush vermeintlich beim namensgebenden Schuhanstarren

### Namensherkunft
Die Bezeichnung Shoegazing (dt. „auf die Schuhe starren“) ist eine ironische Begriffsprägung der britischen Musikpresse. Sie bezieht sich auf die musikalischen Protagonisten, die bei ihren Live-Auftritten oft den Eindruck erweckten, sie würden schüchtern oder selbstvergessen auf ihre Schuhe starren. Eine häufig herangezogene Erklärung für dieses Verhalten ist, dass sich die Gitarristen auf die am Boden befindlichen Gitarren-Effektgeräte konzentrierten.

### Entwicklung

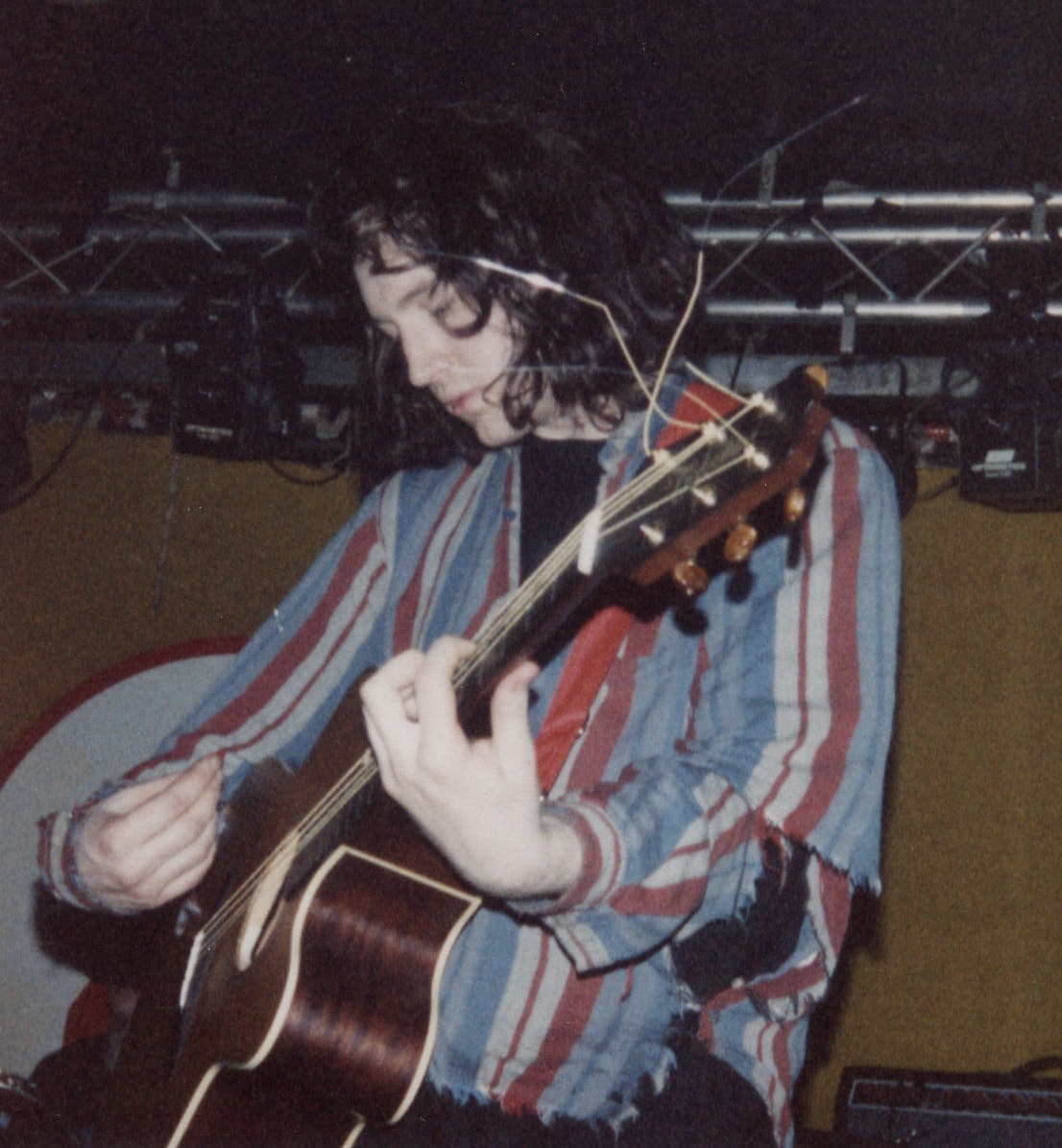
Kevin Shields von My Bloody Valentine

Zu den Pionieren der Shoegazing-Bewegung zählen Bands wie Spacemen 3 (Sound of Confusion, 1986), Cocteau Twins (Victorialand, 1986), The Jesus and Mary Chain (Psychocandy, 1985), My Bloody Valentine (Isn’t Anything, 1988) sowie Galaxie 500 (Today, 1988/On Fire, 1989). Der britische Radio-DJ John Peel hatte wesentlichen Anteil an der Entdeckung mancher wichtiger Bands und der Etablierung des Genres, wenn auch nicht an der Bezeichnung selbst.
Um etwa 1992 hatte die Shoegazing-Bewegung ihren Höhepunkt erreicht. Nach Beginn der Grunge-Welle wurde sie etwa 1993 für tot erklärt, obgleich es dennoch vereinzelt Bands gab, die den Stil fortsetzten. Bis heute erscheinen immer wieder Veröffentlichungen, oft auch instrumental gehaltene, die ohne die frühe Shoegazing-Periode nicht möglich gewesen wären: so beispielsweise von Broken Dog (1996) oder den frühen Mogwai (1997).
In Kanada und in den nördlichen Regionen der USA hat sich eine neue Shoegazing-Szene etabliert, die dort allerdings überwiegend unter der Bezeichnung Dream Pop geführt wird. Beispielgebend sind Bands, die sich (ähnlich wie Slowdive) teilweise an alten Ethereal-Wave-Gruppen orientieren und zum Teil Sounds verwenden, die bei Robin Guthrie (ehemaliger Gitarrist der Cocteau Twins) zum Einsatz kamen. Einige davon sind Half String, Deardarkhead und auch die deutlich an Slowdive orientierten Closedown, Alison’s Halo und Windy & Carl. Gleichzeitig kam es verstärkt zu Wechselbeziehungen zwischen Shoegazing, Ethereal und Gothic Rock. Beispiele hierfür sind Gruppen wie Vendemmian (Honesty and Lies), Siddal (Beds of Light), Autumn’s Grey Solace, Lowsunday, Love Spirals Downwards oder Tearwave.
Seit Ende der 1990er finden sich mit Gruppen wie Southpacific, Airiel, The Meeting Places, Air Formation und Readymade (nicht zu verwechseln mit der deutschen Rockband aus Wiesbaden) einige neue Vertreter des Genres. Großen Erfolg hatte in den letzten Jahren die Chicagoer Band Film School, die klare Bezüge zu den frühen Werken von Chapterhouse aufweist. Die Gruppe A Place to Bury Strangers repräsentiert den vom Noise-Rock beeinflussten Stil. Eine peruanische Band mit eher sphärischen Klängen ist Resplandor.
In jüngerer Zeit finden sich Bands aus dem Bereich des Blackgaze, die Elemente des Shoegazing und Post-Rock mit Black-Metal-Einflüssen verbinden, bekannte Vertreter sind Wolves in the Throne Room, Deafheaven und Alcest.

### Einordnung
Die nachfolgende Übersicht stellt eine grobe zeitliche Einordnung des Shoegazings in ausgewählte britische Musikströmungen der 1980er und 1990er Jahre dar.

## Veröffentlichungen mit Schlüsselqualitäten

### Bis 1990
- 1985 · The Jesus and Mary Chain – Psychocandy
- 1986 · Cocteau Twins – Victorialand
- 1987 · Spacemen 3 – The Perfect Prescription
- 1988 · My Bloody Valentine – You Made Me Realize (EP)
- 1988 · My Bloody Valentine – Isn’t Anything
- 1989 · Galaxie 500 – On Fire
- 1989 · The Telescopes – Taste
- 1990 · Pale Saints – The Comforts of Madness
- 1990 · Lush – Gala (EP-Compilation)
- 1990 · The Boo Radleys – Learning to Walk (EP-Compilation)
- 1990 · Cocteau Twins – Heaven or Las Vegas
- 1990 · Ride – Nowhere

### Bis 2000
- 1991 · Lush – Spooky
- 1991 · Pale Saints – In Ribbons
- 1991 · The Boo Radleys – Everything’s Alright Forever
- 1991 · My Bloody Valentine – Loveless
- 1991 · Swervedriver – Raise
- 1992 · Curve – Doppelgänger
- 1992 · Catherine Wheel – Ferment
- 1992 · The Telescopes – The Telescopes
- 1992 · Moose – XYZ
- 1993 · Slowdive – Souvlaki
- 1993 · Adorable – Against Perfection
- 1997 · Spiritualized – Ladies and Gentlemen We Are Floating in Space